# Craig (Iowa)
Craig è un comune degli Stati Uniti d'America, situato nello Stato dell'Iowa, nella contea di Plymouth.